# (15883) 1997 CR29
(15883) 1997 CR29 — транснептуновый объект, обнаруженный 3 февраля 1997 года группой учёных под руководством Чада Трухильо в обсерватории Мауна-Кеа, Гавайи. Его предположительный диаметр около 160 км, этого недостаточно, чтобы принять форму, близкую сферической, поэтому объект представляет собой астероид.